# Krisztián Berki
Krisztián Berki (Boedapest, 18 maart 1985) is een Hongaars toestelturner gespecialiseerd op het voltigepaard. Hij werd in 2010 en 2011 wereldkampioen in deze discipline en veroverde er op de Olympische Spelen van 2012 een gouden medaille mee. Hij deelde er de hoogste score met de Brit Louis Smith, maar kreeg het goud met zijn hogere punten voor uitvoering. De Brit Max Whitlock pakte het brons.
Verder was hij Europees kampioen in 2005, 2007, 2008, 2009, 2011 en 2012 op het paardvoltige.
In 2007 en 2009 pakte hij zilver op de wereldkampioenschappen; in 2010 en 2011 was hij wereldkampioen.
In die twee laatste jaren werd hij ook uitgeroepen tot sportman van het jaar in zijn thuisland Hongarije.
De Internationale Turnfederatie noemde hem de beste op het paardvoltige aller tijden.